# Магнус (Саксония)
Магнус Саксонски (на немски: Magnus von Sachsen; * ок. 1045; † 23 август 1106, замък Ертенебург) е последният от род Билунги херцог на Саксония през 1072 – 1106 г.

## Биография
Той е син на херцог Ордулф (Ото, † 28 март 1072) и първата му съпруга Вулфхилд от Норвегия († 24 май 1071), дъщеря на крал Олаф II Харалдсон. По бащина линия той е внук на херцог Бернхард II.
Магнус е голям враг на архиепископ Адалберт от Бремен и напада често неговия манастир. През 1070 г. той помага на бунта на Ото Нортхаймски против крал Хайнрих IV и след неговото прекратяване е затворен. Освободен е през 1073 г. чрез саксонското въстание и след победата на Хайнрих IV в битката при Хомбург на Унструт през 1075 г. отново е пленен. След освобождението му през 1076 г. той се бие при привържениците на гегенкрал Рудолф през 1078 г. По-късно Магнус се сдобрява с Хайнрих IV и се бие против славянските Лютичи. През 1093 г. той е съюзен с Хайнрих IV и му помага в боевете против бреговите славяни.
Магнус умира през 1106 г. без синове. С него свършва мъжката линия на род Билунги. След неговата смърт собствеността му е разделена: херцогството попада на Лотар III от Суплинбург, по-късният император, фамилните земи на дъщерите му отиват чрез женитби на Асканите и Велфите.
Магнус е погребан в църквата „Св. Михаелис“ в Люнебург.

## Фамилия
Магнус се жени през 1070/1071 г. за София Унгарска († 18 юни 1095), дъщеря на унгарския крал Бела I (Арпади), вдовица на Улрих I от Ваймар, маркграф на Крайна и Истрия. Магнус и София са погребани в църквата Св. Михаелис в Люнебург. Те имат две дъщери:
- Вулфхилд († 29 декември 1126), ∞ 1095/1100 г. Хайнрих IX Черния († 13 декември 1126), 1120 херцог на Бавария (Велфи)
- Айлика († 18 януари 1142), ∞ 1094 г. граф Ото Богатия от Баленщет († 9 февруари 1123), 1112 херцог на Саксония (Аскани)